# L'Express
L'Express (en español «El Expreso») es un semanario francés fundado en 1953, como suplemento del periódico económico liberal Les Echos. Actualmente forma parte del conglomerado mediático Altice, formando parte del grupo SFR.

## Trayectoria
El semanario fue cofundado por Jean-Jacques Servan-Schreiber, que posteriormente sería presidente del Partido Radical, y por Françoise Giroud, quien nueve años después fundaría la revista Elle y veinte años más tarde, en 1974, sería secretaria de Estado para Asuntos de la Mujer y luego ministra de Cultura (1976).
Al nacer, la revista apoyó la política del entonces primer ministro Pierre Mendès-France en Indochina, que de forma más general tenía una orientación de política de izquierda. La revista se opuso a la guerra de Argelia y particularmente al uso de la tortura.
En 1977 Servan Schreiber vendió L'Express al financista James Goldsmith, quien se embarcó en la lucha contra la influencia comunista; diez años más tarde, el citado lo vendió a su vez a la Compañía General de Electricidad (hoy Alcatel); y en 1995 pasó a la Compañía Europea de Publicaciones y la sociedad Occidentale Medias, filial del grupo Havas; cambió de accionistas varias veces (Vivendi Universal Publishing, groupe Dassault y en 2006 al grupo belga Roularta) hasta llegar a sus actuales propietarios.
En 1995 fue el primer semanario francés que tuvo su página web.